# Kutagal, Ramanagara
Kutagal là một làng thuộc tehsil Ramanagara, huyện Ramanagara, bang Karnataka, Ấn Độ.